# گوسه، نارا
گوسه در استان نارا در کشور ژاپن واقع شده است که دارای جمعیت ۳۱٬۱۶۰ نفر و مساحت ۶۰٫۵۸ کیلومتر مربع با تراکم جمعیت ۵۱۴ نفر در کیلومترمربع است و در تاریخ ۳۱ مارس ۱۹۵۸ به عنوان شهر شناخته شد.